# Observatorio Goethe Link
El Observatorio Goethe Link, (en inglés: Goethe Link Observatory) es un observatorio astronómico situado en la localidad estadounidense de Brooklyn, en el estado de Indiana, Estados Unidos. Pertenece a la Universidad de Indiana que comparte su uso con la Sociedad Astronómica de Indiana (Indiana Astronomical Society). El observatorio figura en la Lista de Códigos de Observatorios del Minor Planet Center con el código 760.

## Historia
El observatorio está dedicado a Goethe Link, cirujano estadounidense que ejerció en la localidad de Indianápolis, quien lo empezó a construir en 1937, entrando en funcionamiento en 1939, y posteriormente donó a la universidad en 1948.
La cúpula del observatorio mide aproximadamente 10 metros (34 pies) de diámetro. Las compuertas de la cúpula abren un ancho de aproximadamente 2,5 metros (8 pies) y una longitud que se extiende más allá del cénit en 1,2 metros (4 pies). El equipamiento del observatorio cuenta con sala oscura, laboratorios y un auditorio capaz para 150 personas.
En los años 1960, cuando la polución luminosa provocada por la cercana ciudad de Indianápolis comenzó a degradar la calidad de las observaciones del observatorio, la Universidad de Indiana construyó unas nuevas instalaciones en 1966 que fueron llamadas Estación Morgan-Monroe (MMS) de los Observatorios Goethe Link. El primitivo Observatorio Goethe Link fue usado para la investigación hasta mediados de los años 1980.

## Instrumentación
El observatorio alberga un telescopio reflector de 91,5 cm (36 pulgadas) de diámetro. Era originalmente de tipo newtoniano de distancia focal f/5, pero fue cambiada su configuración a una de tipo Cassegrain de distancia focal f/10 en 1966. En vez de hacer un agujero en el espejo principal, como es habitual en la disposición de Cassegrain, se instaló un espejo terciario que desvía los haces de luz hasta tres puntos situados en la circunferencia del espejo principal. Este telescopio es el original con el que empezó a trabajar el observatorio en 1939. Debido a las malas condiciones de observación por la cercanía de la ciudad de Indianápolis, este telescopio ya no se usa para investigación pero sigue siendo usado en aplicaciones que no sean exigentes con la calidad del cielo.
También alberga un astrógrafo de 25,4 cm (10 pulgadas). Este instrumento se utilizó durante los años 1950 y 60 para recuperar asteroides perdidos durante la Segunda Guerra Mundial en la que se interrumpieron las observaciones regulares de estos objetos.

## Objetivos de investigación
El observatorio llevó a cabo un programa de búsqueda de asteroides, el Programa de Asteroides de Indiana, entre 1949 y 1967, coordinado por el astrónomo Frank K. Edmondson, corriendo la fotometría a cargo de T. Gehrels. Durante este programa se descubrieron un total de 119 asteroides, incluyendo (1728) Goethe Link, denominado de esta manera en honor del observatorio y de su mecenas.
También fueron objetos de estudio los cúmulos galácticos y espectrofotometría de estrellas frías y binarias.

## Descubrimientos
Entre 1949 y 1966, en el observatorio se descubrieron 119 asteroides en el marco del programa de detección de asteroides llevado a cabo en el mismo. No obstante, todavía se siguen estudiando las muchas placas que se tomaron durante aquel tiempo. La mayoría de los nombres puestos a sus asteroides son en homenaje a miembros del Observatorio o de la Universidad de Indiana.

## Epónimos
El asteroide (1728) Goethe Link descubierto en 1964 en este mismo observatorio lleva el nombre del mismo, según se cita en las circunstancias del descubrimiento de la página oficial del asteroide. No obstante, existe una cierta discrepancia con lo indicado en el líbro de Lutz D. Schmadel que en su página 137 indica que el nombre es en honor de Goethe Link, médico local y aficionado a la astronomía que donó todo el material del citado observatorio. 